# José Jorge Saavedra Muñoz
José Jorge Saavedra Muñoz (Oviedo, 16 de febrer de 1978) és un exfutbolista asturià, que ocupava la posició de defensa.

## Trajectòria
Sorgeix de les categories inferiors del Reial Oviedo. A la campanya 98/99 hi debuta a primera divisió amb els asturians. Tot seguint al filial, la temporada 01/02 és cedit a la SD Eibar, amb qui és suplent, igual que l'any següent en el primer equip de l'Oviedo, ara a Segona Divisió.
Després del descens administratiu de l'Oviedo, el defensa ha prosseguit la seua carrera per Segona Divisió B i Tercera, en equips com l'Oviedo Astur, el Palencia, el Granada CF o el Burgos.